# Haishu

Lage von Beilun im Gebiet der Stadt Ningbo

Haishu (海曙区; Pinyin: Hǎishǔ Qū) ist ein Stadtbezirk der Unterprovinzstadt Ningbo der ostchinesischen Provinz Zhejiang. Die Fläche beträgt 595,6 Quadratkilometer und die Einwohnerzahl 1.041.285 (Stand: Zensus 2020).
Bis zur Gebietsreform 2016 betrug seine Fläche 29,44 km², zählte 301.000 Einwohner (2005) und bildete nur einem Teil der Kernstadt. Bei der Gebietsreform 2016 wurde dem Stadtbezirk ein großer Teil des Stadtbezirks Yinzhou zugeschlagen, wodurch sich seine Fläche auf 595,5 km² vergrößerte.

## Administrative Gliederung
Auf Gemeindeebene setzt sich der Stadtbezirk aus acht Straßenvierteln zusammen. 